# Лемур-Стейшен (Каліфорнія)
Лемур-Стейшен (англ. Lemoore Station) — переписна місцевість (CDP) в США, в окрузі Кінгс штату Каліфорнія. Населення — 6568 осіб (2020).

## Географія
Лемур-Стейшен розташований за координатами 36°15′48″ пн. ш. 119°54′17″ зх. д. / 36.26333° пн. ш. 119.90472° зх. д. (36.263277, -119.904846).  За даними Бюро перепису населення США в 2010 році переписна місцевість мала площу 10,89 км², уся площа — суходіл.

## Демографія
Згідно з переписом 2010 року, у переписній місцевості мешкало 7438 осіб у 1585 домогосподарствах у складі 1541 родини. Густота населення становила 683 особи/км².  Було 1627 помешкань (149/км²).
Расовий склад населення:
| - 65,6 % — білих - 9,8 % — чорних або афроамериканців - 7,5 % — азіатів - 0,9 % — корінних американців - 0,7 % — вихідців з тихоокеанських островів - 5,6 % — осіб інших рас |

До двох чи більше рас належало 9,7 %. Частка іспаномовних становила 19,4 % від усіх жителів.
За віковим діапазоном населення розподілялося таким чином: 32,4 % — особи молодші 18 років, 67,4 % — особи у віці 18—64 років, 0,2 % — особи у віці 65 років та старші. Медіана віку мешканця становила 22,5 року. На 100 осіб жіночої статі у переписній місцевості припадало 144,2 чоловіків;  на 100 жінок у віці від 18 років та старших — 166,8 чоловіків також старших 18 років.
Середній дохід на одне домашнє господарство  становив 53 588 доларів США (медіана — 41 552), а середній дохід на одну сім'ю — 52 452 долари (медіана — 41 063). Медіана доходів становила 30 000 доларів для чоловіків та 21 726 доларів для жінок. 
Цивільне працевлаштоване населення становило 1091 осіб. Основні галузі зайнятості: публічна адміністрація — 50,0 %, освіта, охорона здоров'я та соціальна допомога — 14,4 %, мистецтво, розваги та відпочинок — 11,9 %, виробництво — 10,2 %.